# 郑儒永
郑儒永（1931年1月10日—），女，原籍广东潮阳，生于香港，中国系统真菌学家，中国科学院微生物研究所研究员，中国科学院院士，致力于真菌分类系统的合理化与完善。

## 生平
郑儒永祖籍广东省潮州府潮阳县盐汀村（今广东省汕头市潮南区盐汀村），1931年1月10日出生于香港。抗日战争期间，就读于香港圣士提反女校幼稚园，随后升入香港圣士提反女校。1941年12月，香港开始进入日占时期，其父郑铁如拒绝与日本合作，被日军囚禁。郑儒永母亲带领全家人逃难至广西桂林，随后又先后转至贵州贵阳和四川重庆。在抗日战争结束后，郑儒永考上了当时被称为“广州最好的女子学院”真光女子中学，最终保送至岭南大学农学院（今华南农业大学植保系），后于1953年毕业。
毕业同年，郑儒永开始在中国科学院真菌植病研究室工作，师从戴芳澜教授。1956年起，开始在中国科学院应用真菌学研究所担任研究实习员兼真菌研究室业务秘书一职。1958年12月，中国科学院应用真菌学研究所与北京微生物研究室合并成立中国科学院微生物研究所，郑儒永进入中国科学院微生物研究所，担任助理研究员。1959年，与黄河结婚。
1965年至1969年期间，分别因四清运动和文化大革命停止工作一年和三年。1969年全年，被下放至乡村支农一年。1977年，郑儒永因在白粉菌属领域中的研究中取得重要结论，于次年以中阿文化交流协定项目组长的名义前往阿尔及利亚进行授课。1983年获得硕士生导师资格，同年成为国际真菌协会亚洲国家发展真菌学委员会委员，后于1988年起任该会副主席，直至1991年退出。1986年起任中国科学院微生物研究所真菌地衣系统学开放研究实验室副研究员兼课题组长，次年主编了《中国白粉菌志》，为中国的第一本真菌志。1990年，获得博士生导师资格，随后于1999年11月当选为中国科学院生命科学和医学学部院士。
2004年，因疾病发作，郑儒永不得不在脊柱安装2根钢柱，并铆上10颗钢钉，但仍然坚持工作。

## 学术贡献
郑儒永主要的研究領域是小煤炱目、白粉菌目與毛霉目真菌的系統分類學，她與研究團隊結合形態、生化性質與分子序列等特徵，發表了多篇闡明這些真菌類群演化關係的學術論文。1995年，其團隊發表了一新種真菌内生根毛霉（Rhizomucor endophyticus），此真菌屬於根毛黴屬，是高等植物的一種內寄生菌。另外其團隊分別在1991年與1993年發表了可以造成人類皮膚感染的新種致病真菌多變根毛霉（Rhizomucor variabilis）與其變種Rhizomucor variabilis var. regularior，2009年又發表了另一新種致病真菌厚壁孢子根毛霉（Rhizomucor chlamydosporus），並將1993年發表的變種提升至種的地位。

## 奖项和荣誉
郑儒永于1982年获中国科学院京区直属单位“三八”红旗手荣誉称号，次年荣获全国“三八”红旗手称号。1984、1987和1989年分别获中国科学院科技成果二等奖、科技进步二等奖和自然科学二等奖。1987年，郑儒永所在的团队荣获中国科学院科技进步特等奖。2008年获中国科学院京区巾帼建功先进个人称号和中科院研究生院杰出贡献教师荣誉称号。

## 家庭
父亲郑铁如，母亲谢纫瑜来自江南望族武进谢氏。